# Burián István (politikus)
Rajeci gróf Burián István (Stomfa, 1851. január 16. – Bécs, 1922. október 20.) magyar diplomata, politikus, az Osztrák–Magyar Monarchia közös külügy- és közös pénzügyminisztere.

## Pályafutásának kezdete
A konzuli akadémia elvégzése után Alexandriában, Bukarestben, Belgrádban és Szófiában teljesített diplomáciai szolgálatot. 1882–86 között az Osztrák–Magyar Monarchia moszkvai főkonzulja volt. 1887–95 között a Monarchia szófiai, 1896-ban stuttgarti, 1897-től athéni követeként dolgozott.

## Az Osztrák–Magyar Monarchia pénzügyminisztereként
Kállay Béni (1839–1903) utódjaként 1903-ban báró Burián István lett a Osztrák–Magyar Monarchia közös pénzügyminisztere. E tisztségét 1903–12 között viselte). 1907. december 1-jén, a közös minisztertanács ülésén Burián – mint a megszállt Bosznia-Hercegovina tartomány kormányzatának felelőse, elhibázottnak mondta elődje, Kállay Béni politikáját, amely a tartomány lakosságából a legkevésbé fejlődőképesnek ítélt muzulmán többségére támaszkodott, azt támogatta. Burián – szemben a Monarchiához leginkább lojális boszniai katolikus horvát kisebbség helyett – a nagyobb, erősebb szerb etnikumra kívánt támaszkodni. Megítélése szerint a szerbekben megvolt a Birodalmon belüli politikai érvényesülésre való vágy. Burián úgy vélte, hogy a szerbek autonómia-törekvése csakis a megszállt területeken belül való érvényesülésre irányult, és ebben nem látott kifelé gravitáló tendenciát. Burián Bosznia szerb lakóinak jelentős engedményeket javasolt, és olyan kormánypolitikát indítványozott, mely az ország mindhárom etnikumát (szerbeket, muzulmánokat és horvátokat) egyformán támogatta volna. Szükségesnek ítélte a boszniai etnikumok politikai autonómiájának fejlesztését, és számukra egy országos képviselőtestület felállítását is. Burián megítélése a szerbek politikai törekvéseiről utóbb súlyos tévedésnek bizonyult. Az azóta ismertté vált tények mutatják, hogy a boszniai szerbek ebben az időben már igen szoros összeköttetésben álltak a belgrádi szerb kormánnyal, politikai tevékenységüket Belgrádból irányították. Bár a kormánytagok nem osztották Burián derűlátását, ő kezdeményezte Bosznia-Hercegovina annektálását, melyre 1908-ban sor is került.
1913. június 10-étől 1915. január 13-áig Tisza István magyar miniszterelnök második kormányában Burián István kapta az uralkodó személye körüli miniszteri tárcát, ebben a minőségében a magyar miniszterelnök külpolitikai informátora lett, nagyban meghatározta a kormány és a miniszterelnök külpolitikai irányvonalát. Főrendiházi tag lett. A második Balkán-háború előtt a Bulgáriával való szövetség megerősítését sürgette, a háború után az Oroszországgal való ellentétek elsimítását tárgyalások útján igyekezett elősegíteni.

## Az első világháborúban
Az 1914. évi szarajevói válság alkalmával Burián közvetítő szerepet játszott a Leopold von Berchtold gróf (1863–1942) közös külügyminiszter és Tisza István gróf (1861–1918) magyar miniszterelnök között felmerült ellentét elsimításában. Burián ellenezte a Szerbia elleni háborút, de annak kirobbanása után már a határozott fellépést támogatta.
1915. január 13-án Leopold von Berchtold külügyminiszter lemondásra kényszerült, mert világosság vált, hogy sem Olaszország, sem Románia nem vehető rá, hogy a központi hatalmak oldalán hadba lépjen. Utódjául Burián Istvánt nevezték ki közös külügyminiszterré, aki az olasz kérdésben következetes, hajthatatlan magatartást tanúsított. Megpróbálta meggátolni Románia és Olaszország hadba lépését az antant oldalán, de mindkét esetben kudarcot vallott. Mint a Monarchia külpolitikájának felelős vezetője, a világháború alatt diplomáciai tekintetben meglehetősen passzív magatartást tanúsított, és a problémák megoldását kizárólag a harctéri eredményektől tette függővé.

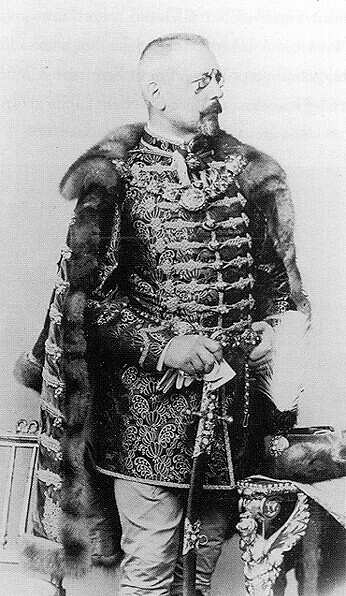
Burián István pénzügyminiszter 1903-ban

1916 elején kidolgozta a Monarchia hadicéljainak programját, amelyben nagyszabású annexiókat helyezett kilátásba, de az év végén már békeajánlattal fordult az antanthoz.
I. Ferenc József császár és király halála után, 1916 decemberében új uralkodó, IV. Károly lépett a trónra. Sorra leváltotta a háborús rezsim régi oszlopait: Conrad von Hötzendorf vezérkari főnököt, Burián István külügyminisztert, az osztrák kormányt, 1917-ben Tisza István magyar miniszterelnököt is, aki a német szövetség lazításának akadálya volt. Buriánt közös pénzügyminiszterré nevezte ki. Károly császár és király, rokoni kapcsolatai útján titkos magán-békeakciókkal kísérletezett, a szövetséges Német Császárság háta mögött. Akciói 1918 áprilisában napvilágra kerültek. A megegyezéses békét elutasító Georges Clemenceau francia miniszterelnök nyilvánosságra hozta IV. Károly ún. Sixtus-levelét, véget vetve a különbéke-kísérleteknek.
Ottokar Czernin közös külügyminiszter lemondott, utódja ismét Burián István gróf lett, Tisza István híve. Burián 1918 áprilisától októberéig ismét a közös külügyminiszteri tisztséget viselte. Kitartott a német szövetség mellett. Az uralkodót, aki kínos magyarázkodásra kényszerült a II. Vilmos német császár előtt, kikapcsolták a külpolitikából. A Monarchia hadseregét teljesen alárendelték a német hadvezetésnek.

## A széthullás
A hadsereg olaszországi vereségei után Burián megpróbált kompromisszumos békekötést elérni. 1918. október 4-én békeajánlattal fordult Thomas Woodrow Wilson (1856–1924) amerikai elnökhöz, de az amerikai kormány elutasította a javaslatot. Miután ismételt békepróbálkozásai eredménytelenek maradtak, lemondott a külügyminiszterségről. 1918. október 17-én Tisza István bejelentette a Parlamentben: „A háborút elveszítettük”.
Ezt követően már nem vett részt a politikai életben. Bécsben hunyt el, 1922. október 20-án.

## Munkái
- Drei Jahre. Aus der Zeit meiner Amtsführung im Kriege (Emlékiratok, Bécs, 1913).